# イチジク製薬
イチジク製薬株式会社（イチジクせいやく、英称：Ichijiku Pharmaceutical Co., Ltd.）は、東京都墨田区に本社を置く製薬会社である。
創業から今日に至るまで、浣腸薬として有名な「イチジク浣腸」を製造販売している。
なお、イチジク浣腸の主成分は排泄を促すために使われるグリセリンであり、イチジクの成分は含有していない。

## 概要
1925年（大正14年）に医師の田村廿三郎により、「イチジク印軽便浣腸」の製造を開始する。翌年には合資会社として、田村が初代社長に就任し、東京軽便浣腸製造所として設立される。
1934年（昭和9年）に株式会社に改組する。当時北海道で特殊白土の生産に携わっていた湯浅巌と協力して「イチジクしもやけ温湯素」「イチジク美身温湯素」「イチジクぢの薬」を製造して事業を拡大し、1939年（昭和14年）に湯浅が社長に就任している。
1945年（昭和20年）に戦災で工場を失するが、現在の本社所在地に工場を建て浣腸薬のみ一商品で事業を進行している。2005年（平成17年）に化成品メーカーオカモトと資本提携し、同社完全子会社になる。
2011年（平成23年）7月に創業来のコーポレートロゴマーク及び社名ロゴタイプを変更し、「イチジク浣腸 楽おし【第2類医薬品】」以外全製品の商品外観意匠と「イチジク浣腸」ロゴデザインも変更している。
2017年（平成29年）8月より当社の親善大使（マスコットキャラクター）として「かんちゃん」が起用されている。

## 製品
- イチジク浣腸（第2類医薬品）
浣腸液の量により10（10グラム、0歳から5歳向け）、20（20グラム、6歳から11歳向け）、30（30グラム、12歳以上向け）、40（40グラム、12歳以上向け）の4タイプがある。

- イチジク浣腸 Eシリーズ（第2類医薬品）
浣腸液の量により30E（30グラム）と40E（40グラム）の2タイプがある。共に12歳以上向け。
根本にジャバラが付いたロングノズルを採用。ノズルに角度を付けられるため在宅介護での使用に便利である、としている。容器はソフトタイプ。

- イチジク浣腸ジャバラ（第2類医薬品）
2013年（平成25年）9月発売。浣腸液の量は30グラム、12歳以上向け。
微力でも押しつぶしやすく液残りが少ないジャバラ式容器を採用。容器は自立できるスタンドタイプ。

- リセッチ（第2類医薬品）
2012年（平成24年）3月発売、2020年（令和2年）終売。浣腸液の量は30グラム、12歳以上向け。
キャッチコピーは「飲まない、便秘のお薬」。女性向けを意識したパッケージを採用。

## スポンサー番組
ラジオ
- 森本毅郎・スタンバイ!（TBSラジオ）7:55頃交通情報コーナーを火曜・木曜に提供

過去
- 仁鶴・たか子の夫婦往来（毎日放送）
- 火曜ワイドスペシャル（フジテレビ）
- にっぽん菜発見 そうだ、自然に帰ろう（ABCテレビ制作・テレビ朝日系全国ネット）
- ひるおび!（TBS）
- 知っとこ!（MBSテレビ制作・TBS系全国ネット）

## 広告
1980年代末には、着物姿の子供が、昔ながらの宿場町と思しき通りの家の玄関口近くで鞠をついているテレビCMが放映されていた。因みに、CMは鞠つきの数え歌「いちじくにんじんさんしょにしいたけ…」と続いてゆく歌を、社名からそのまま引用したものである。なお、その一つ前のテレビCMでは、円空作の仏像が登場して、画面下部には当製品の効能が、右からスクロールしていた。
その他1975年（昭和50年）には、山下達郎がBGMを手がけたCMが制作され、放映されている。
また、過去の新聞広告で「イチジク浣腸と書かれていないものは、イチジク浣腸ではありません。」という念押しのようなコピーを載せたりもしていたことがある。

## その他
大相撲では2015年（平成27年）5月場所より照ノ富士春雄の全取組に対し指定懸賞を懸けている。これは同年3月場所11日目に照ノ富士が魁聖に敗れた際、下痢を起こしたがトイレに行けず、その影響で力が入らずに敗れたというエピソードを受けてのものである。同社ではかねてから特定の力士への指定懸賞を検討していたが、先述のエピソードを社員が新聞記事で知り、「おなかつながり」で照ノ富士への指定懸賞を決めたという。同社による指定懸賞が始まった5月場所では13勝2敗で初の幕内最高優勝を果たし、場所後大関に昇進した。